# 张谷英镇
张谷英镇，位于湖南省岳阳市岳阳县东南部。以境内有全国文物保护单位张谷英古民居建筑群而得名。镇人民政府驻岳阳县渭洞。
张谷英镇主要产业为水稻种植、竹木加工与旅游等。2001年，张谷英古民居建筑群被评为全国重点文物保护单位，2003年被评为第一批中国历史文化名村。

## 沿革
- 民国时期，为大峰乡
- 1949年，属岳阳县十二区渭洞乡
- 1956年，为大峰乡
- 1958年，为渭洞公社
- 1961年，分为渭洞公社与芭蕉公社
- 1984年，分别改为渭洞乡与芭蕉乡
- 1995年，二乡合并为张谷英镇

## 行政区划
张谷英镇辖31个自然村，1个居委会。
渭洞社区、桂峰村、竹坪村、天龙村、杉桥村、长坪村、刘家村、张谷英村、兰陵村、四维村、延寿村、大桥村、十美村、寺湾村、龙洞村、豪坑村、新改村、文艺村、下庄村、陈坪村、大水村、小水村、金鸡村、松树村、向阳村、大王村、芭蕉村、红卫村、一心村、杨和村、师堂村和泉水村。

## 中国传统村落
2012年，张谷英村被评为首批“中国传统村落”。